# Notiphila cana
Notiphila cana är en tvåvingeart som beskrevs av Cresson 1947. Notiphila cana ingår i släktet Notiphila och familjen vattenflugor. Inga underarter finns listade i Catalogue of Life.